# Paratheria
Paratheria är ett släkte av gräs. Paratheria ingår i familjen gräs.
Kladogram enligt Catalogue of Life:
| Paratheria | \| \| Paratheria glaberrima \| \| \| \| \| \| Paratheria prostrata \| \| \| \| |
|            | \| \| Paratheria glaberrima \| \| \| \| \| \| Paratheria prostrata \| \| \| \| |
|            | Paratheria glaberrima                                                          |
|            |                                                                                |
|            | Paratheria prostrata                                                           |
|            |                                                                                |